# مردم مانگور
مانگور (چینی: 蒙古尔 ; Tu: Monghul)، مردم تو (چینی: 土族)، مغول سفید یا مغول تساگان، از مردمان مغولی و یکی از ۵۶ گروه قومی رسمی شناخته شده در چین هستند.
بر اساس سرشماری سال ۲۰۰۰، کل جمعیت آنها ۲۴۱۱۹۸ نفر بود که بیشتر در استان‌های چینگهای و گانسو زندگی می‌کردند. سرشماری سال ۲۰۱۰ تعداد آنها را ۲۸۹۵۶۵ نفر اعلام کرد. قوم ماونگور به زبان مانگوری صحبت می‌کنند که به خانواده زبان‌های مغولی تعلق دارد اما به شدت تحت تأثیر گویش‌های محلی چینی و تبتی معیار قرار گرفته‌است. امروزه تقریباً همه مردم مانگور چینی صحبت می‌کنند. اکثر آنها کشاورز هستند و برخی از آنها دام نگهداری می‌کنند.
فرهنگ و سازمان‌های اجتماعی آنها تحت تأثیر بودیسم تبتی، آیین کنفوسیوس، تائوئیسم و باورهای محلی قرار گرفته‌است. تعداد کمی از آنها در هوژو و مینه مسیحی هستند که نتیجه کار تبلیغی مستمر مبلغان آمریکایی‌ها و کره ای در این منطقه است.

## ریشه‌های قومیتی

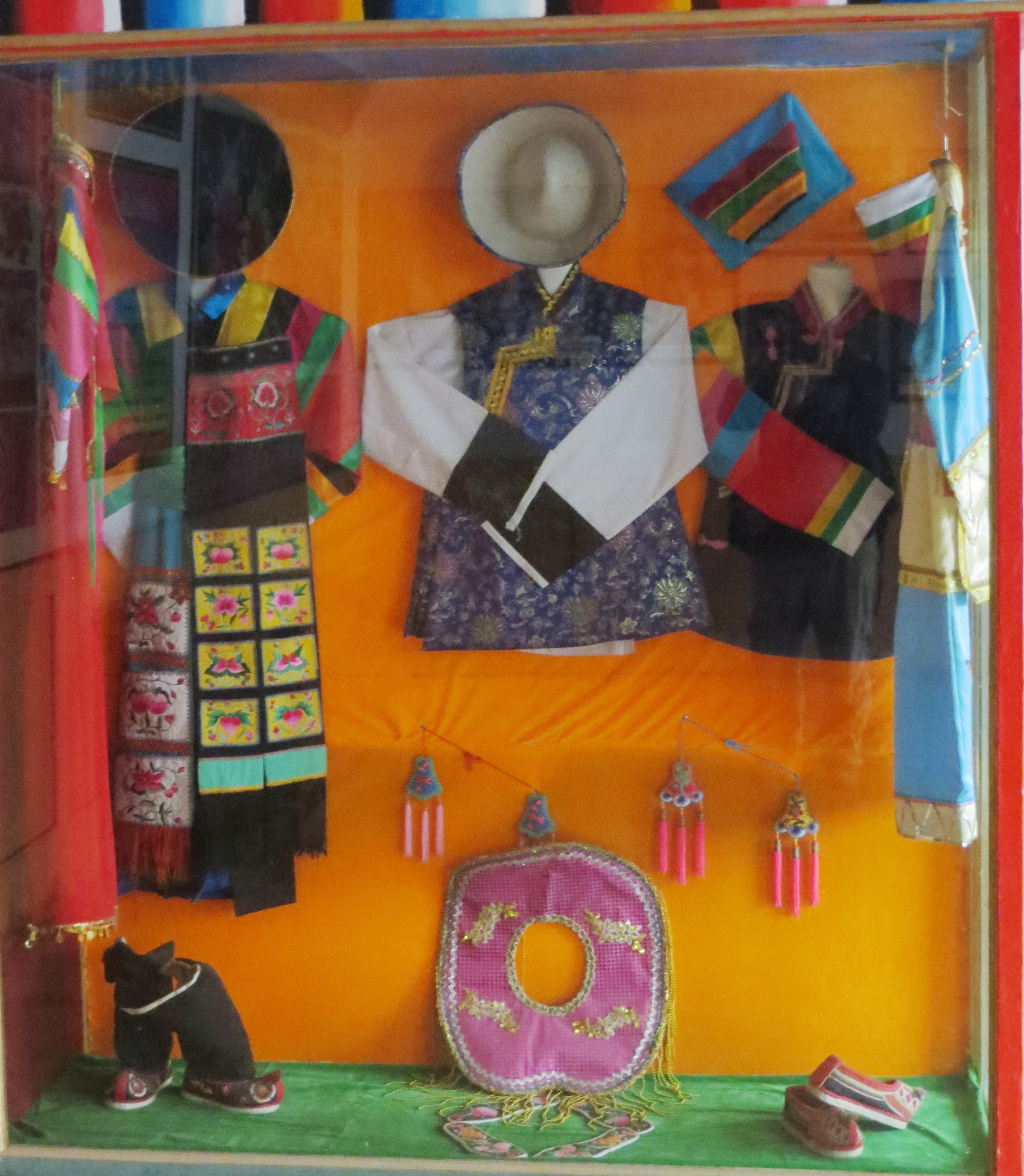
لباس‌های مردم مانگور

تاریخ قومی مانگور مورد بحث است. به گونه‌های مختلف پیشنهاد شده‌است که منشأ آنها به Tuyuhun Xianbei، به سربازان مغول که در زمان فتوحات مغول به منطقه فعلی چینگهای - گانسو آمدند، به Shatuo و/یا به مردم هان مربوط می‌شود.

## فرهنگ
اکثر مانگورها در سکونتگاه‌های روستایی که به سرعت در حال تغییر هستند، کشاورزی انجام می‌دهند. کسانی که در سیستم آموزشی چین موفق شده‌اند، مشاغل دولتی را در طیف گسترده‌ای از زمینه‌های دانشگاهی، پزشکی و تجاری انتخاب می‌کنند.
فرهنگ و زبان سنتی مانگورها در خطر انقراض قرار گرفته‌است. رویدادهای سنتی مانند عروسی، تشییع جنازه و آیین‌های سال نو به‌طور فزاینده ای کوتاه شده و آهنگ‌های سنتی، داستان‌های عامیانه و ضرب‌المثل‌ها ناپدید می‌شوند.

### دین
در بیشتر روستاها، یک معبد بودایی و یک زیارتگاه تائوئیستی وجود دارد. تقریباً تمام معابد و زیارتگاه‌هایی که امروزه دیده می‌شوند، در سه دهه گذشته بازسازی شده‌اند، زیرا در جریان انقلاب فرهنگی (۱۹۶۶–۱۹۷۶) به‌طور دائم تخریب شدند. در حالی که راهبان بودایی در بیشتر روستاها حضور هستند، کشیشان و شمن‌های تائوئیست بسیار کم شده‌اند و به کل منطقه خدمت می‌کنند. کاهنان تائوئیست وظایف مختلفی را بر عهده می‌گیرند که شامل مراسم عروسی، تشییع جنازه و مراقبت از زیارتگاه‌ها می‌شود، در حالی که وظیفه اصلی شمن‌ها این است که به عنوان یک واسطه روحی در طول جشن نادون و گاهی اوقات مدیریت بیماری عمل کند. گزارش‌های محلی نشان می‌دهد که در گذشته کلیساهای کاتولیک متعددی در مناطق مانگور ساخته شده‌است. آنها در اوایل دهه ۱۹۵۰ پس از کنترل کمونیست‌ها ویران شدند و هنوز بازسازی نشده‌اند.